# SRPRB
SRPRB (англ. SRP receptor beta subunit) – білок, який кодується однойменним геном, розташованим у людей на короткому плечі 3-ї хромосоми.  Довжина поліпептидного ланцюга білка становить 271 амінокислот, а молекулярна маса — 29 702.
| 10         |  | 20         |  | 30         |  | 40         |  | 50         |
| ---------- |  | ---------- |  | ---------- |  | ---------- |  | ---------- |
| MASADSRRVA |  | DGGGAGGTFQ |  | PYLDTLRQEL |  | QQTDPTLLSV |  | VVAVLAVLLT |
| LVFWKLIRSR |  | RSSQRAVLLV |  | GLCDSGKTLL |  | FVRLLTGLYR |  | DTQTSITDSC |
| AVYRVNNNRG |  | NSLTLIDLPG |  | HESLRLQFLE |  | RFKSSARAIV |  | FVVDSAAFQR |
| EVKDVAEFLY |  | QVLIDSMGLK |  | NTPSFLIACN |  | KQDIAMAKSA |  | KLIQQQLEKE |
| LNTLRVTRSA |  | APSTLDSSST |  | APAQLGKKGK |  | EFEFSQLPLK |  | VEFLECSAKG |
| GRGDVGSADI |  | QDLEKWLAKI |  | A          |  |            |  |            |

A: Аланін

C: Цистеїн

D: Аспарагінова кислота

E: Глутамінова кислота

F: Фенілаланін

G: Гліцин

H: Гістидин

I: Ізолейцин

K: Лізин

L: Лейцин

M: Метіонін

N: Аспарагін

P: Пролін

Q: Глутамін

R: Аргінін

S: Серин

T: Треонін

V: Валін

W: Триптофан

Кодований геном білок за функціями належить до рецепторів, фосфопротеїнів. 
Задіяний у такому біологічному процесі як поліморфізм. 
Білок має сайт для зв'язування з нуклеотидами, ГТФ. 
Локалізований у мембрані, ендоплазматичному ретикулумі.